# Belmont-sur-Buttant
Pour les articles homonymes, voir Belmont.
Belmont-sur-Buttant ([bɛlmɔ̃ syʁ bytɑ̃] , en patois de la montagne [bjaːmɔ̃], est une commune française située dans le département des Vosges, en région Grand Est.

## Géographie

### Géologie et relief
La commune se compose de 349,20 hectares de territoires agricoles (41,03 %) et 501,67 hectares de forêts et milieux semi-naturels (58,95 %).
Espaces naturels :
- Deux zones naturelles d'intérêt écologique, faunistique et floristique (Znieff) :

Massif vosgien,
Ruisseau Le Buttant à Belmont-sur-Buttant.
Belmont-sur-Buttant est un village entouré de forêts qui s'appuie sur les premiers contreforts du massif des Vosges à l'est de Brouvelieures et de Bruyères. 
Le village est divisé en deux sections : Haut-Belmont et Void-de-Belmont. Le Buttant est un ruisseau qui s'écoule vers Domfaing pour rejoindre la Mortagne.

### Hydrographie et les eaux souterraines
Hydrogéologie et climatologie : Système d’information pour la gestion des eaux souterraines du bassin Rhin-Meuse :
Territoire communal : Occupation du sol (Corinne Land Cover); Cours d'eau (BD Carthage),
Géologie : Carte géologique; Coupes géologiques et techniques,
 Hydrogéologie : Masses d'eau souterraine; BD Lisa; Cartes piézométriques.
La commune est située dans le bassin versant du Rhin au sein du bassin Rhin-Meuse. Elle est drainée par le ruisseau du Menil et le ruisseau de Maxeme,.

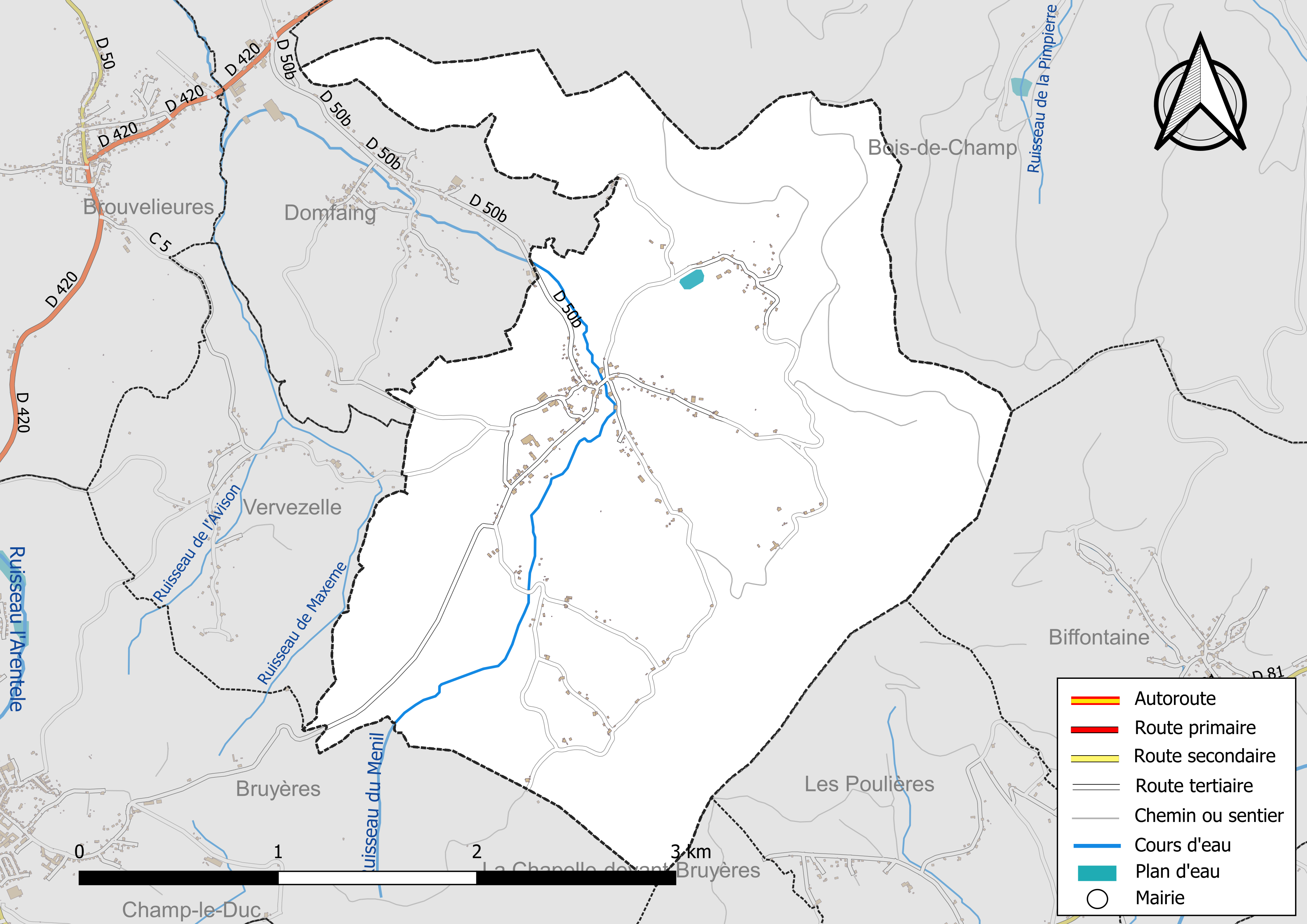
Réseaux hydrographique et routier de Belmont-sur-Buttant.

### Climat
Pour des articles plus généraux, voir Climat du Grand Est et Climat du département des Vosges.
En 2010, le climat de la commune est de type climat de montagne, selon une étude du Centre national de la recherche scientifique s'appuyant sur une série de données couvrant la période 1971-2000. En 2020, Météo-France publie une typologie des climats de la France métropolitaine dans laquelle la commune est exposée à un climat semi-continental et est dans la région climatique  Vosges, caractérisée par une pluviométrie très élevée (1 500 à 2 000 mm/an) en toutes saisons et un hiver rude (moins de 1 °C). 
Pour la période 1971-2000, la température annuelle moyenne est de 9,3 °C, avec une amplitude thermique annuelle de 16,8 °C. Le cumul annuel moyen de précipitations est de 1 382 mm, avec 14,3 jours de précipitations en janvier et 10,7 jours en juillet. Pour la période 1991-2020, la température moyenne annuelle observée sur la station météorologique de Météo-France la plus proche, « Le Roulier_sapc », sur la commune du Roulier à 13 km à vol d'oiseau, est de 10,2 °C et le cumul annuel moyen de précipitations est de 1 000,2 mm. 
La température maximale relevée sur cette station est de 38,1 °C, atteinte le 25 juillet 2019 ; la température minimale est de −18,3 °C, atteinte le 20 décembre 2009,,. 
Les paramètres climatiques de la commune ont été estimés pour le milieu du siècle (2041-2070) selon différents scénarios d'émission de gaz à effet de serre à partir des nouvelles projections climatiques de référence DRIAS-2020. Ils sont consultables sur un site dédié publié par Météo-France en novembre 2022.

## Urbanisme

### Typologie
Au 1er janvier 2024, Belmont-sur-Buttant est catégorisée commune rurale à habitat dispersé, selon la nouvelle grille communale de densité à sept niveaux définie par l'Insee en 2022.
Elle est située hors unité urbaine. Par ailleurs la commune fait partie de l'aire d'attraction de Bruyères, dont elle est une commune de la couronne,. Cette aire, qui regroupe 8 communes, est catégorisée dans les aires de moins de 50 000 habitants,.

### Occupation des sols
L'occupation des sols de la commune, telle qu'elle ressort de la base de données européenne d’occupation biophysique des sols Corine Land Cover (CLC), est marquée par l'importance des forêts et milieux semi-naturels (58,9 % en 2018), une proportion identique à celle de 1990 (58,9 %). La répartition détaillée en 2018 est la suivante : 
forêts (58,9 %), prairies (31,9 %), zones agricoles hétérogènes (4,9 %), terres arables (4,2 %). L'évolution de l’occupation des sols de la commune et de ses infrastructures peut être observée sur les différentes représentations cartographiques du territoire : la carte de Cassini (XVIIIe siècle), la carte d'état-major (1820-1866) et les cartes ou photos aériennes de l'IGN pour la période actuelle (1950 à aujourd'hui).

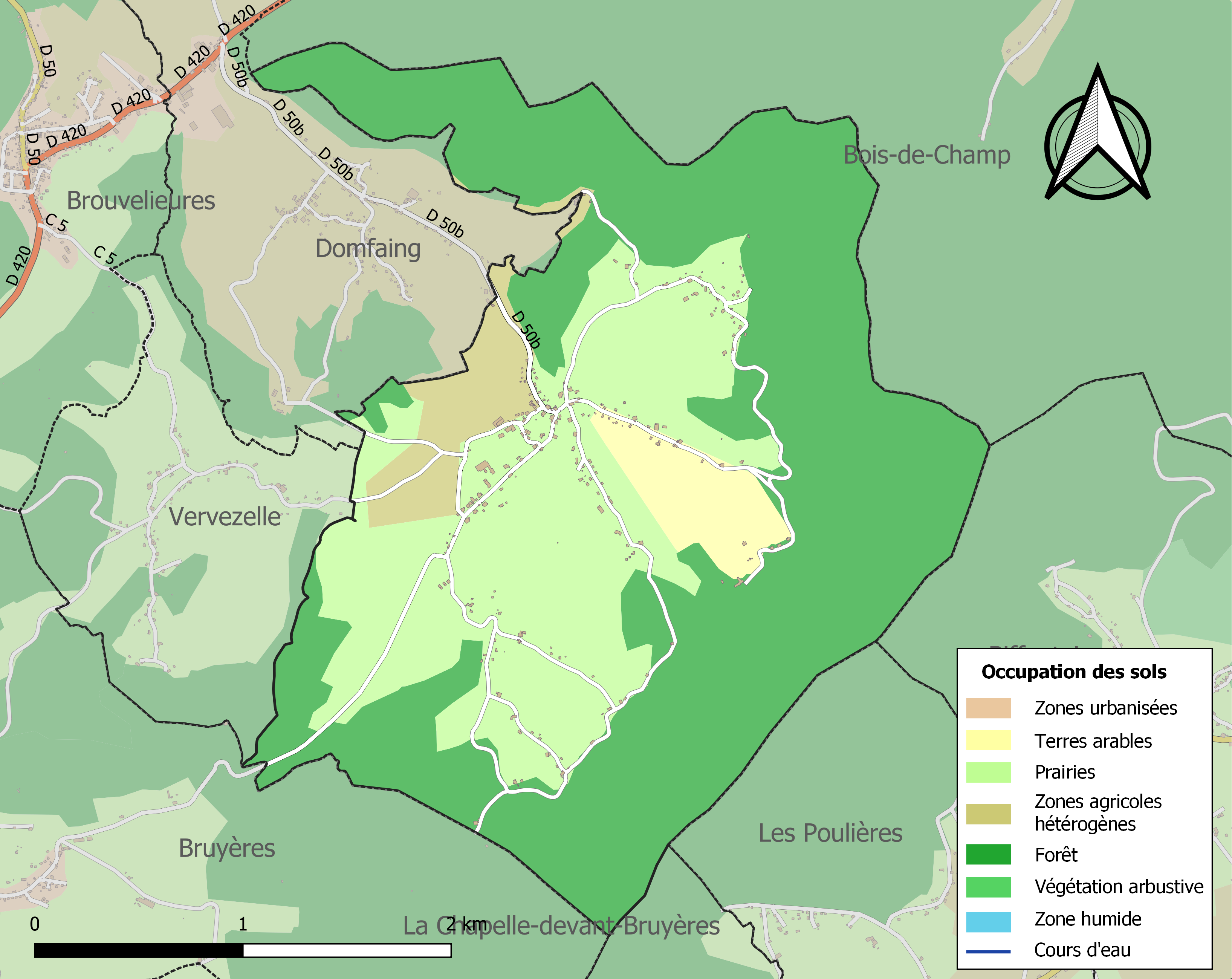
Carte des infrastructures et de l'occupation des sols de la commune en 2018 (CLC).

### Voies de communications et transports

#### Voies routières
La commune est à 2,6 km de Neuf-Moulin, 4,5 de Bruyères et 22,6 de Saint-Dié-des-Vosges.

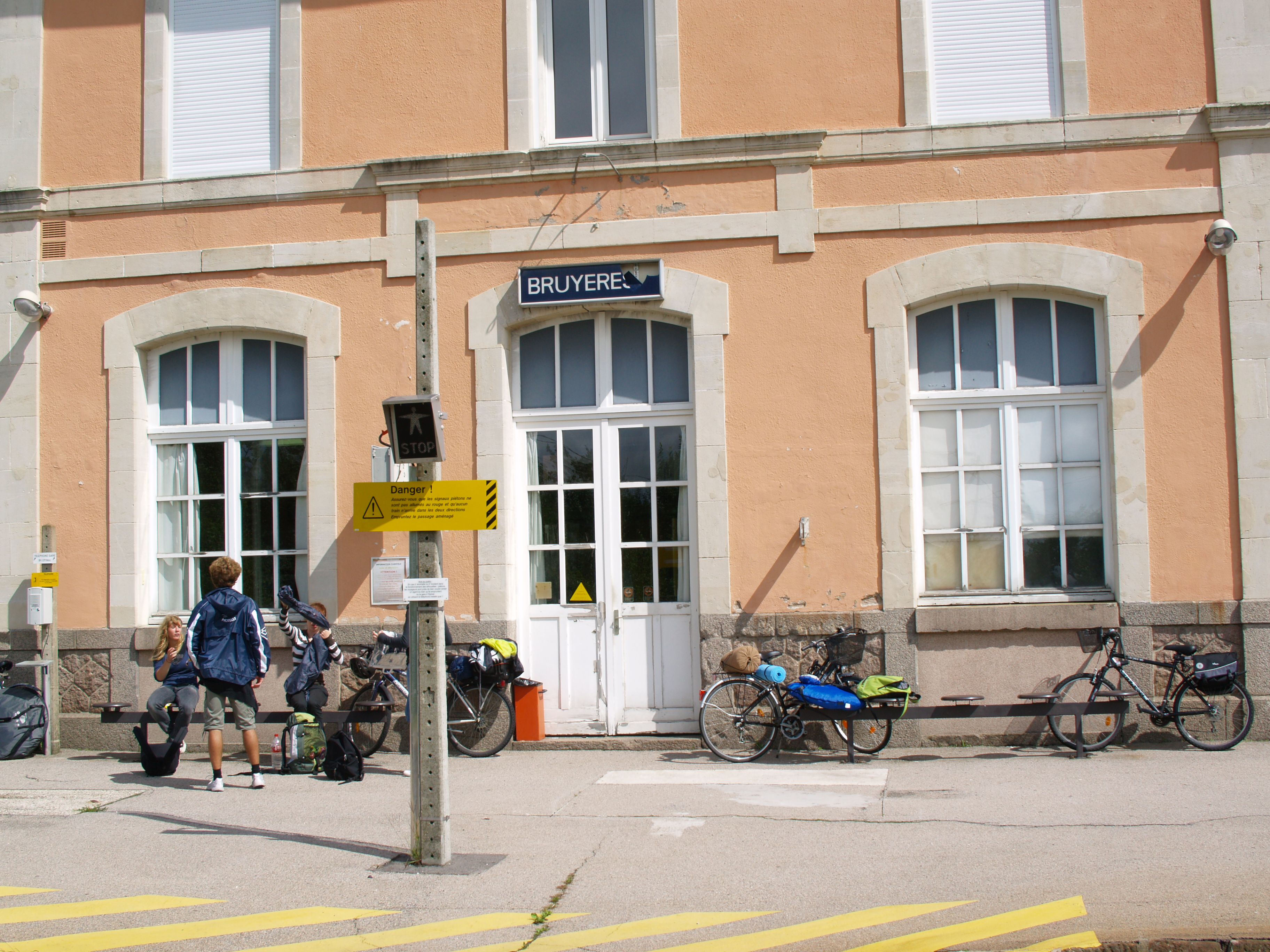
Gare de Bruyères.

#### Transports en commun
- Fluo Grand Est.

#### Lignes SNCF
- Gare de Bruyères

#### Transports aériens
- L'Aéroport d'Épinal-Mirecourt « Vosges Aéroport ».

À partir de l'été 2021, l’aéroport d’Épinal-Mirecourt est devenu le "pélicandrome" de la Zone Est et servira ainsi de base de ravitaillement et d’intervention pour les avions bombardiers d’eau connus sous le nom de Dash 8.
- Aéroport de Colmar - Houssen.

## Toponymie
Le nom de la localité est attesté sous les formes Belmont desoubz Bruierers (1481) ; Belmont (1558) ; Ban de Belmont (XVIe siècle) ; Baymont (1656) ; Beaumont (XVIIe siècle) ; Le ban de Belmond (1751).
Par décret du 22 mai 1867, la commune de Belmont prend le nom de Belmont-sur-Buttant.
Buttant est une altération du mot battant, un ouvrage installé au fil de l'eau transformant le mouvement circulaire d'une roue à aubes en mouvement alternatif, une pièce de bois qui sert à faire tomber le grain sur la meule d'un moulin ; ce mot n'a pas été réservé à une catégorie déterminée de moulin.

## Histoire
- En 1594, chef-lieu d'un ban composé de Brouvelieures, Domfaing, Mortagne, Rehaupal, Destord, Nonzeville, Biffontaine, Les Poulières. Le Void de Belmont formait une communauté indépendante de ce ban.
- Au XVIIIe siècle, Belmont était encore chef-lieu d'un ban, mais réduit à Brouvelieures, Haut de Belmont, Domfaing, Malieu (Maillefaing) et diverses censes et scieries.
- Lors de la Seconde Guerre mondiale, près de Belmont-sur-Buttant, Charles H. Coolidge démontre sa bravoure au combat et reçoit la Medal of Honor[23].

## Politique et administration

### Découpage territorial
Par arrêté préfectoral du 15 septembre 2023, la commune est retirée le 1er janvier 2024 de l'arrondissement d'Épinal et rattachée à l'arrondissement de Saint-Dié-des-Vosges.

### Liste des maires
| Période                                  | Période                       | Identité                   | Étiquette   | Qualité                                |
| ---------------------------------------- | ----------------------------- | -------------------------- | ----------- | -------------------------------------- |
| Les données manquantes sont à compléter. |                               |                            |             |                                        |
| juin 1995                                | mars 2008                     | Hubert Frédric (1932-2012) |             | Entrepreneur de scierie retraité       |
| mars 2008                                | En cours (au 18 février 2015) | Bernadette Poirat          | PS puis DVG | Conseillère départementale depuis 2015 |

### Budget et fiscalité 2023
En 2023, le budget de la commune était constitué ainsi :
- total des produits de fonctionnement : 272 000 €, soit 887 € par habitant ;
- total des charges de fonctionnement : 234 000 €, soit 761 € par habitant ;
- total des ressources d'investissement : 20 000 €, soit 850 € par habitant ;
- total des emplois d'investissement : 9 000 €, soit 28 € par habitant ;
- endettement : 1 000 €, soit 3 € par habitant.

Avec les taux de fiscalité suivants :
- taxe d'habitation : 15,85 % ;
- taxe foncière sur les propriétés bâties : 33,90 % ;
- taxe foncière sur les propriétés non bâties : 11,79 % ;
- taxe additionnelle à la taxe foncière sur les propriétés non bâties : 0,00 % ;
- cotisation foncière des entreprises : 0,00 %.

Chiffres clés Revenus et pauvreté des ménages en 2021 : médiane en 2021 du revenu disponible, par unité de consommation : 22 630 €.

## Population et société

### Démographie

#### Évolution démographique
L'évolution du nombre d'habitants est connue à travers les recensements de la population effectués dans la commune depuis 1793. Pour les communes de moins de 10 000 habitants, une enquête de recensement portant sur toute la population est réalisée tous les cinq ans, les populations de référence des années intermédiaires étant quant à elles estimées par interpolation ou extrapolation. Pour la commune, le premier recensement exhaustif entrant dans le cadre du nouveau dispositif a été réalisé en 2008.

En 2022, la commune comptait 297 habitants, en évolution de −1 % par rapport à 2016 (Vosges : −2,96 %, France hors Mayotte : +2,11 %).
| 1793 | 1800 | 1806 | 1821 | 1831 | 1836 | 1841 | 1846 | 1856 |
| ---- | ---- | ---- | ---- | ---- | ---- | ---- | ---- | ---- |
| 421  | 445  | 477  | 475  | 526  | 529  | 550  | 543  | 528  |

| 1861 | 1866 | 1876 | 1881 | 1886 | 1891 | 1896 | 1901 | 1906 |
| ---- | ---- | ---- | ---- | ---- | ---- | ---- | ---- | ---- |
| 501  | 492  | 455  | 447  | 396  | 368  | 380  | 352  | 368  |

| 1911 | 1921 | 1926 | 1931 | 1936 | 1946 | 1954 | 1962 | 1968 |
| ---- | ---- | ---- | ---- | ---- | ---- | ---- | ---- | ---- |
| 366  | 335  | 325  | 308  | 296  | 287  | 261  | 251  | 235  |

| 1975 | 1982 | 1990 | 1999 | 2006 | 2008 | 2013 | 2018 | 2022 |
| ---- | ---- | ---- | ---- | ---- | ---- | ---- | ---- | ---- |
| 220  | 246  | 255  | 256  | 271  | 275  | 288  | 304  | 297  |

### Association
L'Association Colonie de Laxou possède une maison sur la commune où elle organise des séjours pour les enfants depuis 1951.

### Enseignement
Établissements d'enseignements :
- Écoles maternelles et primaires à Domfaing, Les Poulières, Brouvelieures, Bruyères.
- Collèges à Bruyères, Corcieux, Saint-Dié-des-Vosges.
- Lycées à Bruyères, Saint-Dié-des-Vosges.

### Santé
Professionnels et établissements de santé :
- Médecins à Brouvelieures, Laveline-devant-Bruyères, Bruyères.
- Pharmacies à Bruyères.
- Hôpitaux à Bruyères, Épinal, Saint-Dié-des-Vosges,

### Cultes
- Culte catholique, Paroisse Notre-Dame-du-Pays-de-l'Avison[36], Diocèse de Saint-Dié.

## Économie

### Entreprises et commerces

#### Agriculture
- Sylviculture et autres activités forestières.
- Élevage de vaches laitières.
- Exploitation forestière.

#### Tourisme
- Hébergements et restauration à Belmont-sur-Buttant, Biffontaine, Bruyères, La Chapelle-devant-Bruyères, Champ-le-Duc.

#### Commerces
- Commerces et services de proximité[37].

## Culture locale et patrimoine

### Lieux et monuments

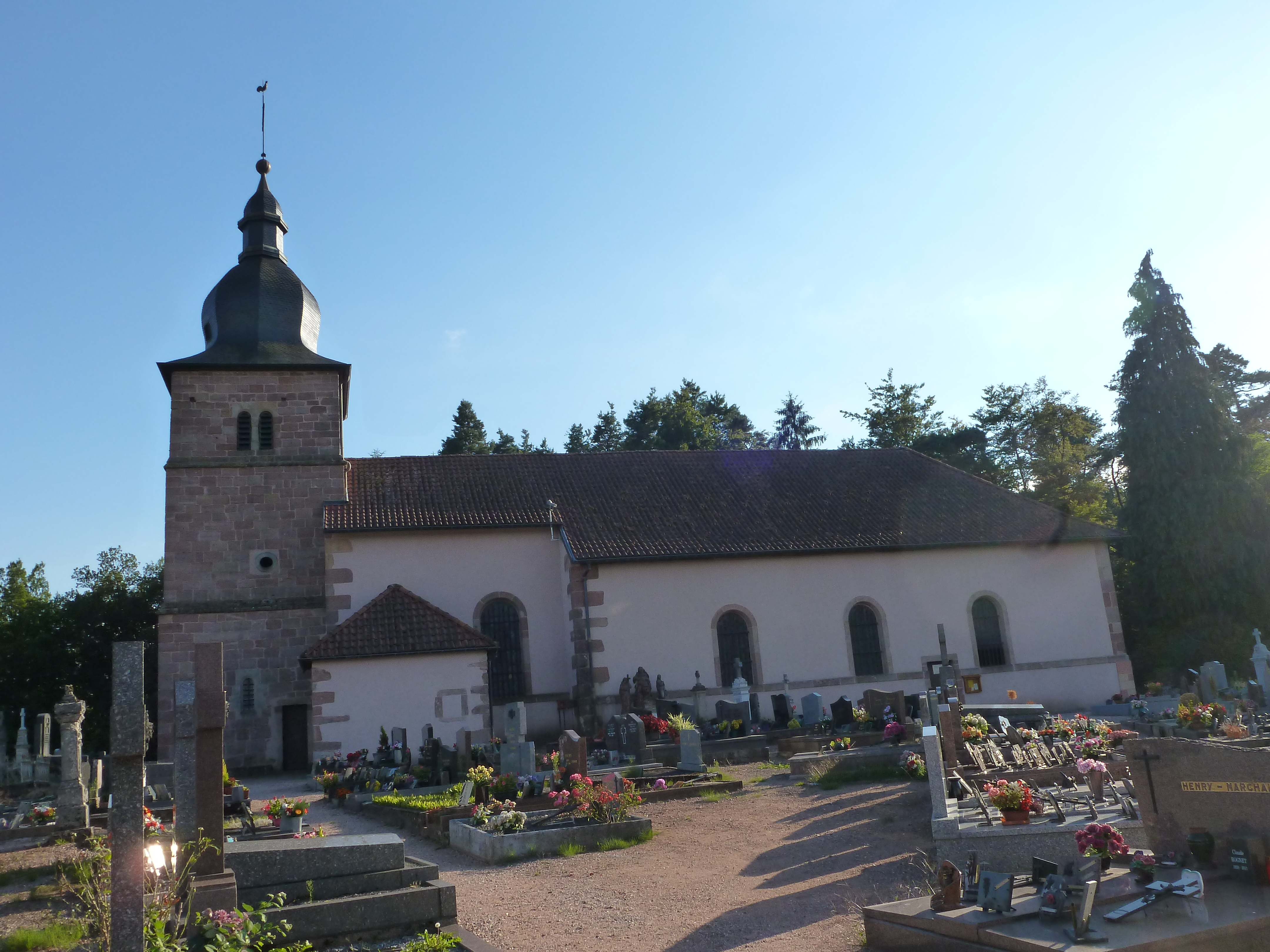
Église Saint-Laurent du Haut-de-Belmont.
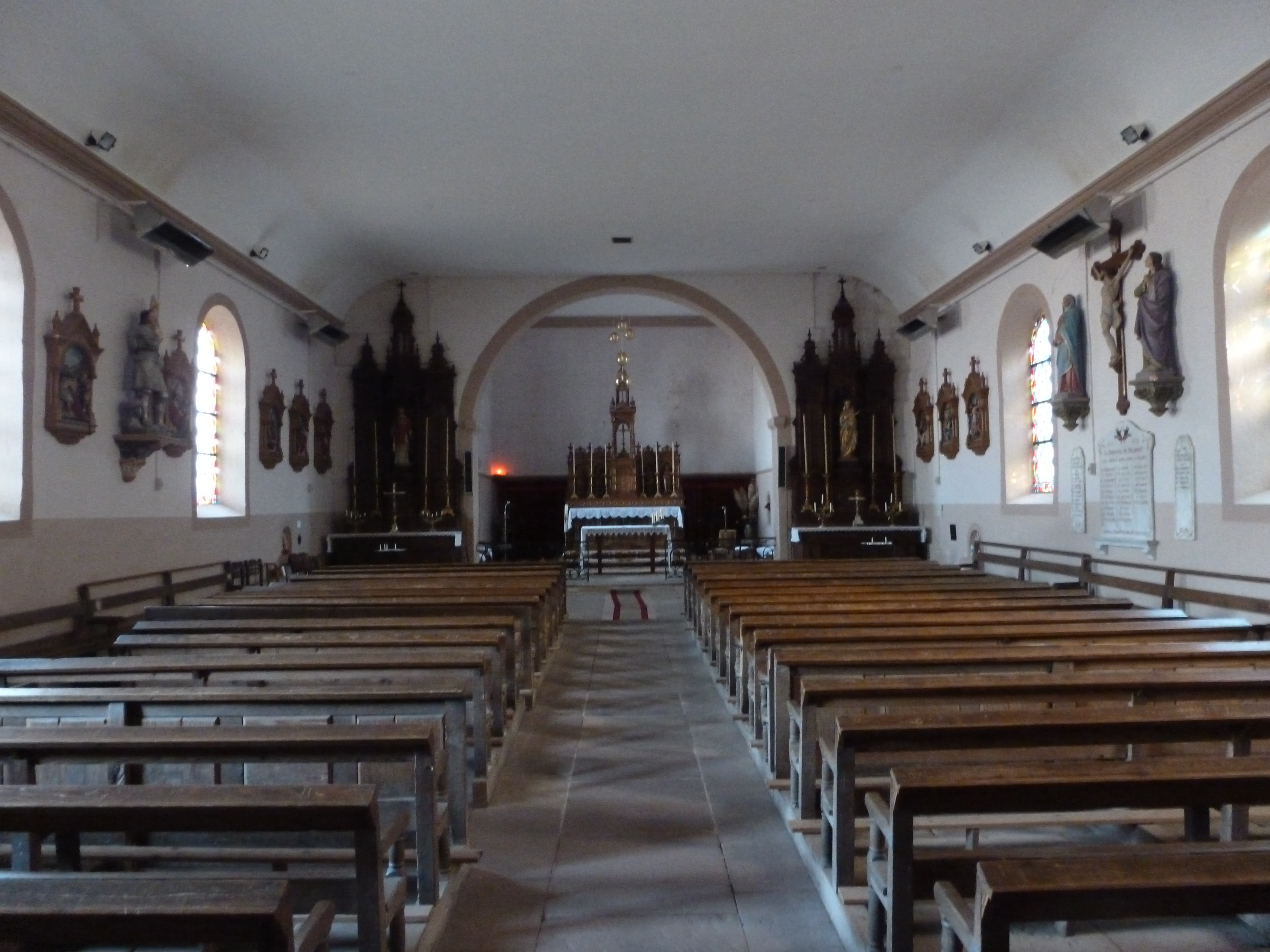
Intérieur de l'église.
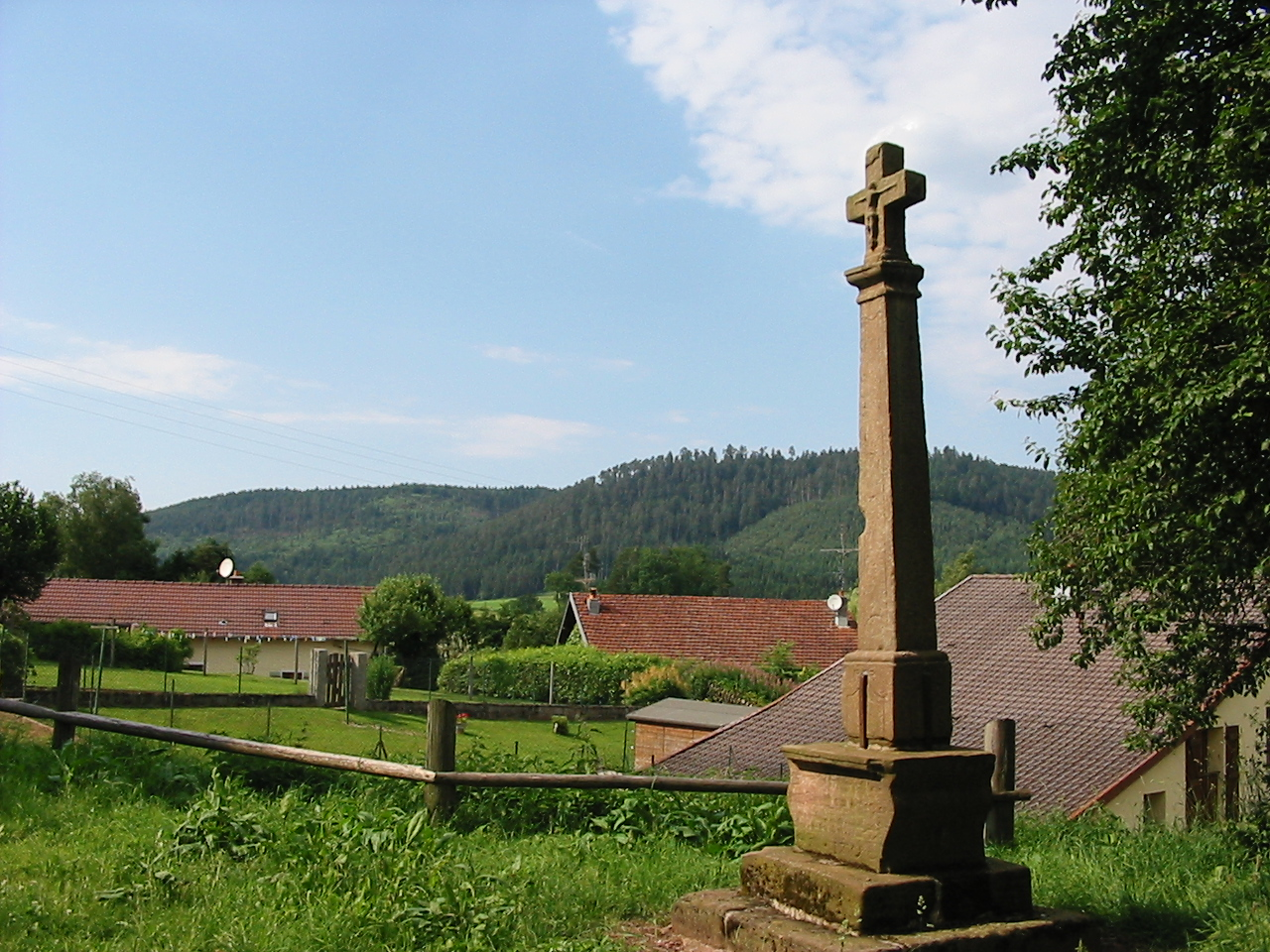
Croix de chemin près de la mairie.

- L'église Saint-Laurent sise au sommet du Haut de Belmont est sur le territoire de la commune de Domfaing. Elle est commune à trois villages, le troisième étant Vervezelle. Elle a été à peu près entièrement reconstruite en 1773. D'ancien, il ne subsiste que le clocher (sans la toiture), une grosse tour carrée en grès sombre d'environ 7,5 m de côté, qui ne devrait pas être antérieure au XIIIe siècle. La partie haute, le beffroi, a été remaniée ultérieurement. Une description détaillée figure dans l'ouvrage Églises romanes des Vosges[38].

Cloche de 1676.
- Patrimoine rural recensé par le service régional de l'Inventaire général du patrimoine culturel[40].
- Croix de chemin[41].
- Monuments commémoratifs[42],[43].

### Personnalités liées à la commune
- Charles H. Coolidge (1921-2021), militaire américain s'étant illustré sur la commune lors de la Seconde Guerre mondiale.

### Héraldique
| Blason | Blasonnement : Coupé voûté : au 1) mi-coupé gironné d'or et de gueules de 20 pièces, au 2) de sinople à un gril d'argent soutenu d'une divise ondée du même. Commentaires : Le coupé voûté figure un mont, que le gironné rend éclatant : c’est un « bel mont ». Il est placé sur le Buttant représenté par la divise ondée. Le gril rappelle le martyre de saint Laurent, patron de la paroisse. |

## Pour approfondir